# 万福寺 (江戸川区)

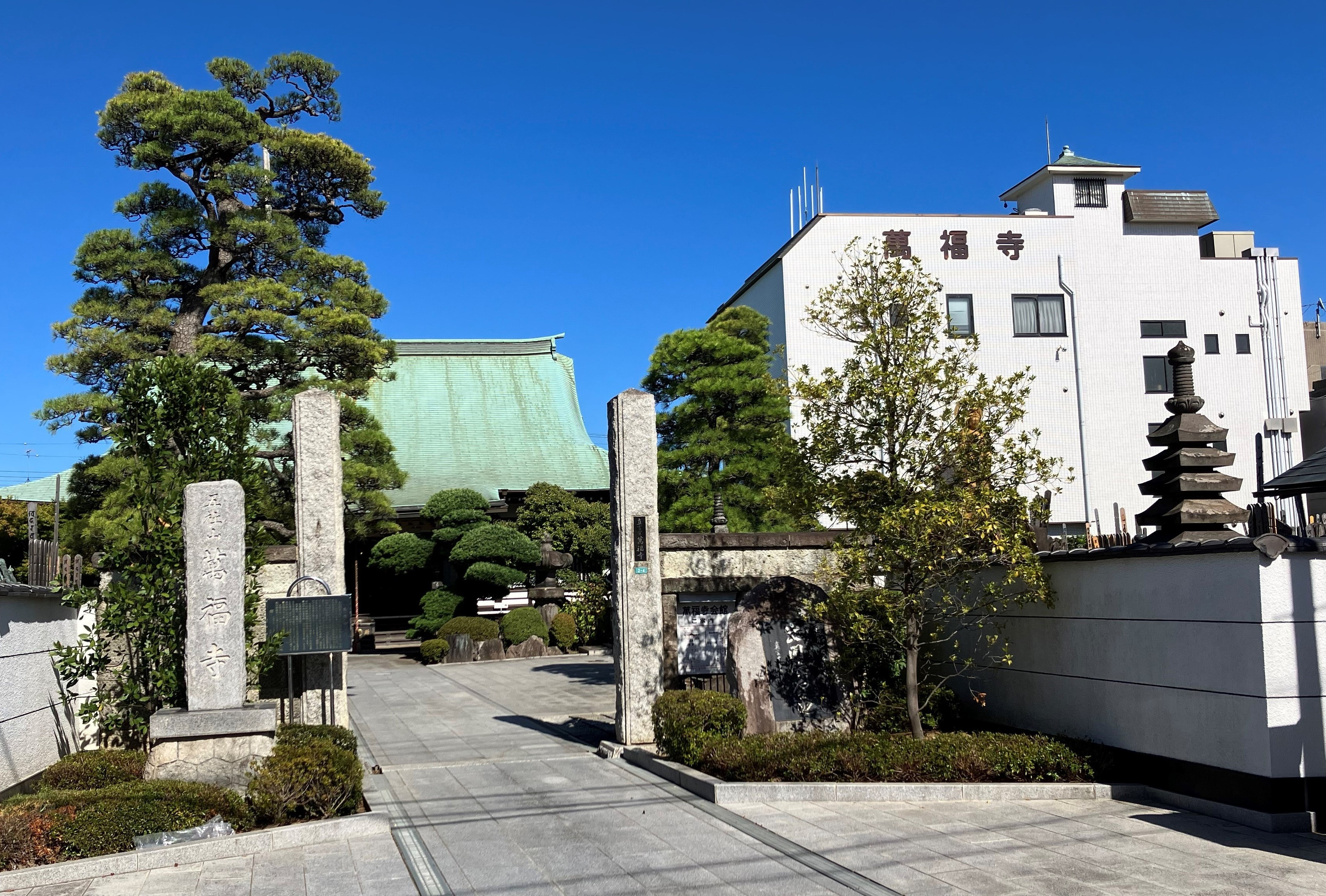
門

萬福寺（まんぷくじ）は、東京都江戸川区東小岩にある真言宗豊山派の寺院。

## 概要
1536年（天文5年）、宥唯によって開山された。下総国葛飾郡行徳村（現・千葉県市川市）から移した「五社明神社」（後の小岩神社）の別当寺であった。なお移転後しばらくの「五社明神社」は、当寺に同居していた。
明治時代初期、下小岩村・伊予田村の初等教育機関として「明物小学校」が置かれていた。

## 文化財
- 法印中岳筆子塚 - 江戸川区登録有形文化財・歴史資料、昭和62年（1987年）2月25日告示[3]。
- 法印政寛筆子塚 - 江戸川区登録有形文化財・歴史資料、昭和62年（1987年）2月25日告示[4]。
- 明物小学校旧跡 - 江戸川区登録史跡、昭和62年（1987年）2月25日告示[5]。
- 立羽不角の墓 - 江戸川区登録史跡、昭和63年（1988年）2月25日告示[6]。

## 交通アクセス
- 小岩駅より徒歩18分。

## 関連文献
- 「下小岩村 萬福寺」『新編武蔵風土記稿』 巻ノ27葛飾郡ノ8、内務省地理局、1884年6月。NDLJP:763979/44。